# Novi Antunovac
Novi Antunovac is een plaats in de gemeente Špišić Bukovica in de Kroatische provincie Virovitica-Podravina. De plaats telt 103 inwoners (2001).